# Мазове (район)
Мазове (англ. Mazowe District) — один из семи районов провинции Центральный Машоналенд в Зимбабве. Административный центр района — город Мазове.
Расположен на высоте 1 217 метров над уровнем моря. Население составляет 198 966 человек.